# Nouvelle vague
A Nouvelle Vague (Nova Onda) foi um movimento cinematográfico francês dos anos 1960 que marcou uma ruptura com os padrões tradicionais do cinema industrial e introduziu inovações narrativas, estéticas e conceituais. Surgiu como reação ao cinema francês considerado previsível e rígido, em especial após a decadência do realismo poético, que privilegiava roteiristas em detrimento dos diretores. O termo foi criado por Françoise Giroud em 1958 para designar jovens cineastas que buscavam explorar novas formas de narrativa e expandir os limites da linguagem cinematográfica.
Entre os filmes que consolidaram a Nouvelle Vague estão Le Beau Serge (Claude Chabrol), considerado o primeiro marco do movimento; Les Quatre Cents Coups (François Truffaut), que consolidou o movimento; À Bout de Souffle (Jean-Luc Godard), que introduziu rupturas narrativas e popularizou o jump cut; Hiroshima mon amour (Alain Resnais), que explorou memória e temporalidade; e Cléo de 5 à 7 (Agnès Varda), centrado na experiência subjetiva de sua protagonista. Outros filmes relevantes incluem Jules et Jim, Pierrot le Fou e L'année dernière à Marienbad.
A Nouvelle Vague teve grande influência no cinema mundial, inspirando a Nova Hollywood e cineastas independentes. Consolidou o conceito de diretor como autor, incentivou o rompimento com os estúdios tradicionais e introduziu liberdade narrativa e estética. Suas técnicas e abordagem subjetiva continuam a influenciar o cinema contemporâneo, especialmente obras experimentais e autorais.

## História
O movimento surgiu no contexto de jovens cineastas franceses interessados em liberdade criativa e inovação narrativa, geralmente sem grande apoio financeiro. Muitos iniciaram suas carreiras como críticos na revista Cahiers du Cinéma, onde discutiam a importância do diretor como autor e refletiam sobre a linguagem cinematográfica, analisando influências do cinema americano e dos mestres do cinema francês.
A Nouvelle Vague também se desenvolveu em um período de efervescência social e cultural na França, com a juventude questionando normas, explorando a liberdade pessoal e experienciando mudanças que culminariam nos eventos da Revolução de Maio de 1968.

### Right Bank
O termo “Right Bank” (margem direita) vem do Rio Sena, em Paris. Cineastas como François Truffaut, Jean-Luc Godard, Claude Chabrol, Éric Rohmer e Jacques Rivette faziam parte desse grupo. Eles focavam em narrativas centradas no cotidiano francês, mostrando personagens jovens e suas experiências pessoais e sociais. Seus filmes buscavam proximidade com a vida real, usando locações externas, diálogos naturais e improvisações, misturando influências do cinema americano e do clássico francês.

### Left Bank
“Left Bank” (margem esquerda) também vem da geografia parisiense. Aqui estavam cineastas como Alain Resnais, Agnès Varda e Chris Marker, com abordagem mais intelectual e experimental. Seus filmes exploravam memória, tempo, política e questões universais, muitas vezes incorporando elementos literários, artísticos e filosóficos. Apesar de estilos diferentes do Right Bank, compartilhavam a inovação técnica e o compromisso com um cinema autoral, mais reflexivo e conceitual.[carece de fontes?]

## Características
A Nouvelle Vague introduziu inovações formais que transformaram a linguagem cinematográfica. Entre elas estão a narrativa fragmentada, o uso de jump cuts, diálogos improvisados, filmagem em locações reais, luz natural e som direto. Os cineastas também exploraram a metalinguagem, comentando sobre a própria arte cinematográfica e os clichês visuais do cinema estabelecido. Tematicamente, os filmes abordavam liberdade, identidade, amor, juventude e alienação urbana, centrando-se na experiência subjetiva dos personagens e na observação do cotidiano.